# Lago Argentino (departamento)

Lago Argentino é um departamento da Argentina, localizado na província de Santa Cruz.